# Doncaster (Victoria)
Doncaster ist ein Vorort von Melbourne im Bundesstaat Victoria in Australien.
Die ersten Siedler, überwiegend Deutsche, kamen 1841, bauten 1858 die evangelische Kirche und 1860 eine evangelische Schule. Die Deutschen nannten ihre Siedlung zunächst Waldau, doch bald setzte sich der Name Doncaster durch – angeblich, nachdem John Robert Wilson aus Doncaster (Yorkshire) sein Doncaster Arms Inn eröffnet hatte. Doncaster pflegt eine Partnerschaft mit der gleichnamigen englischen Stadt Doncaster.
Zunächst baute man in Doncaster Gemüse und Orchideen an, doch später wird der Obstanbau profitabler. Im Jahr 1911 lebten 1.158 Menschen im Ort.
Das frühere Wohnhaus des ersten lutherischen, aus Deutschland stammenden Pastors Max von Schramm, ist heute Teil des Rieschiecks-Reservats und Sitz der Doncaster Templestowe Historical Society.